# Acraea vestalina
Acraea vestalina är en fjärilsart som beskrevs av Hans Fruhstorfer 1906. Acraea vestalina ingår i släktet Acraea och familjen praktfjärilar. Inga underarter finns listade i Catalogue of Life.